# Конфор
Конфо́р (фр. Confort) — коммуна во Франции, находится в регионе Рона — Альпы. Департамент — Эн. Входит в состав кантона Коллонж. Округ коммуны — Жекс.
Код INSEE коммуны — 01114.

## География
Коммуна расположена приблизительно в 400 км к юго-востоку от Парижа, в 90 км северо-восточнее Лиона, в 50 км к востоку от Бурк-ан-Бреса.
На западе коммуны протекает река Вальсерин. На территории коммуны расположена часть регионального природного парка Верхняя Юра.

## Климат
Климат полуконтинентальный с холодной зимой и тёплым летом. Дожди бывают нечасто, в основном летом.

## История
Коммуна была создана в 1858 году в результате разделения коммуны Ланкран.

## Население
Население коммуны на 2010 год составляло 525 человек.
| 1962 | 1968 | 1975 | 1982 | 1990 | 1999 | 2010 |
| ---- | ---- | ---- | ---- | ---- | ---- | ---- |
| 270  | 349  | 377  | 397  | 449  | 499  | 525  |

## Экономика
В 2010 году среди 301 человека трудоспособного возраста (15—64 лет) 234 были экономически активными, 67 — неактивными (показатель активности — 77,7 %, в 1999 году было 76,2 %). Из 234 активных жителей работали 211 человек (112 мужчин и 99 женщин), безработных было 23 (10 мужчин и 13 женщин). Среди 67 неактивных 12 человек были учениками или студентами, 38 — пенсионерами, 17 были неактивными по другим причинам.

## Фотогалерея

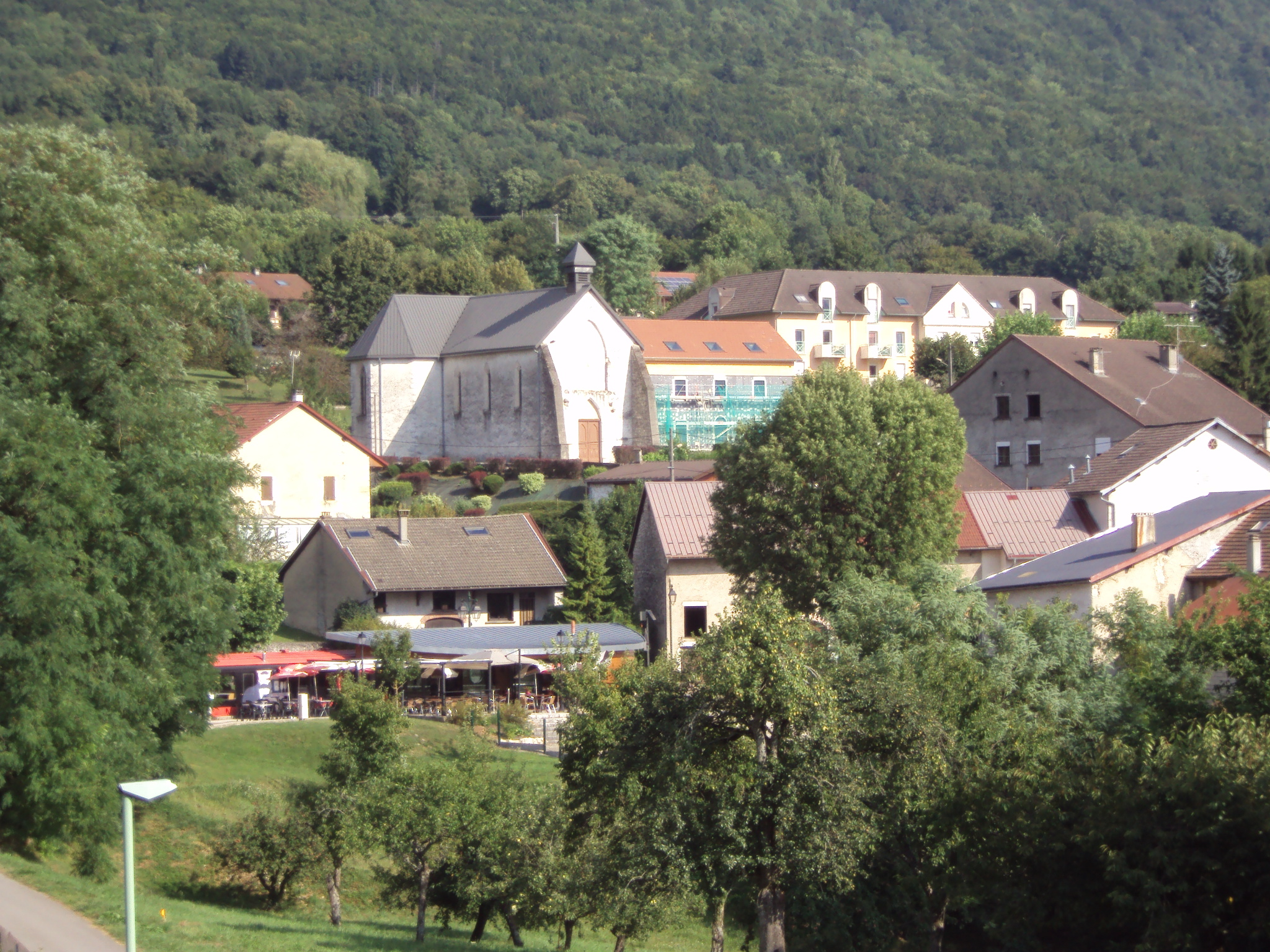
Конфор
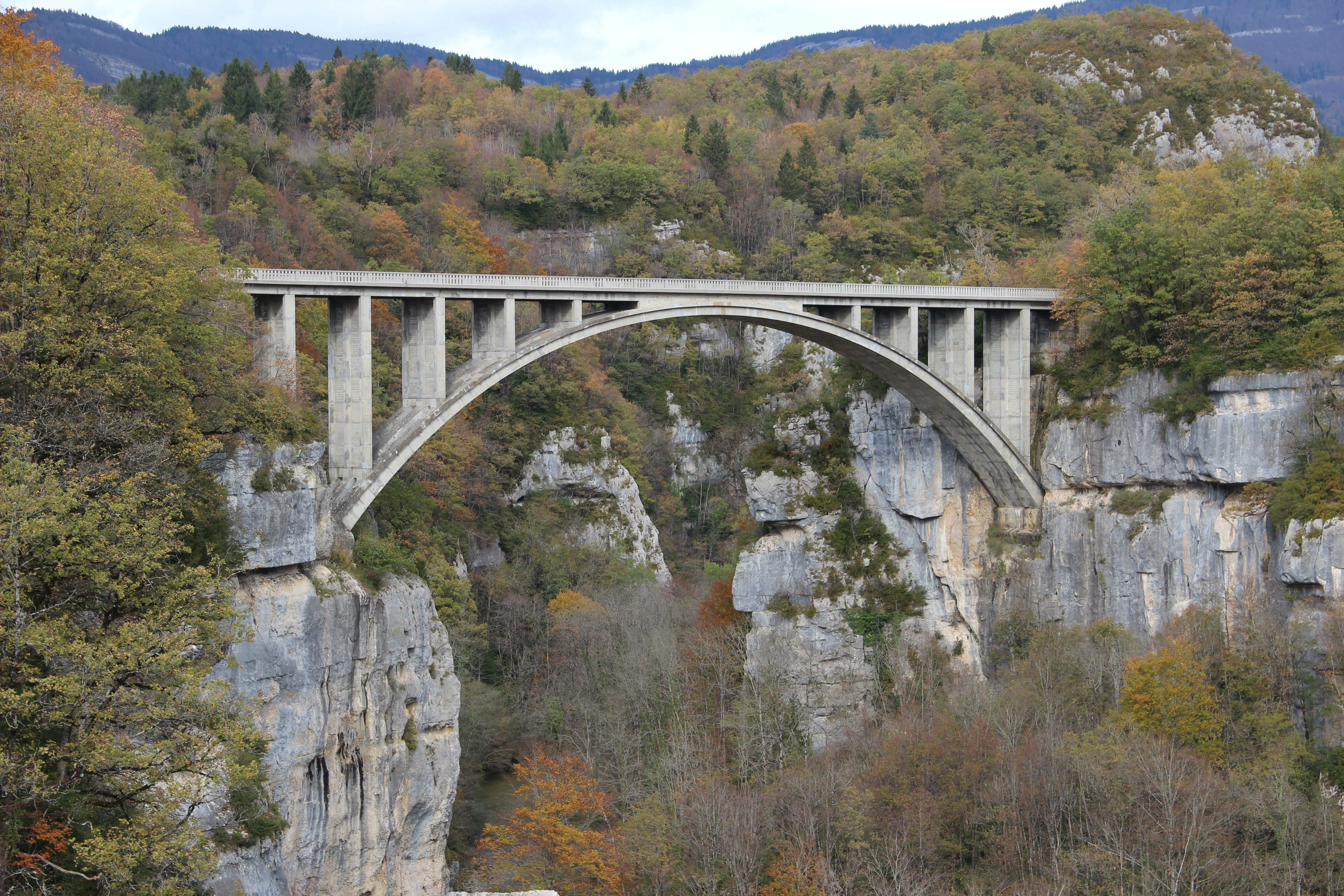
Мост через реку Вальсерин
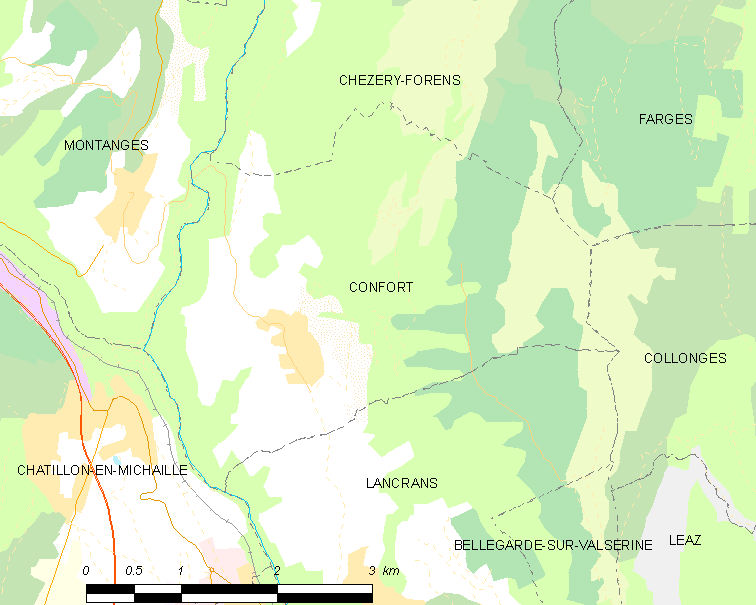
Карта коммуны